# Džemal Berberović
Džemal Berberović est un footballeur international bosnien, né le 5 novembre 1981 à Sarajevo. Il évolue au poste d'arrière droit.

## Palmarès
- FK Sarajevo
  - Vainqueur de la Coupe de Bosnie-Herzégovine en 2002.

- PFC Litex Lovetch
  - Champion de Bulgarie en 2011.
  - Vainqueur de la Coupe de Bulgarie en 2008.
  - Vainqueur de la Supercoupe de Bulgarie en 2010.

## Statistiques
| Saison    | Club               | Pays              | Championnat        | Coupes nationales | Coupes d'Europe | Bosnie-Herzégovine |
| --------- | ------------------ | ----------------- | ------------------ | ----------------- | --------------- | ------------------ |
| 2000-2001 | FK Sarajevo        | Premijer Liga BiH | 38 matchs / 2 buts | ?                 | -               | -                  |
| 2001-2002 | FK Sarajevo        | Premijer Liga BiH | 35 matchs / 2 buts | ?                 | 2 matchs        | -                  |
| 2002-2003 | FK Sarajevo        | Premijer Liga BiH | 41 matchs / 7 buts | ?                 | 4 matchs        | 4 matchs           |
| 2003-2004 | VfL Osnabrück      | 2.Bundesliga      | 13 matchs          | -                 | -               | 1 match            |
| 2004-2005 | FK Sarajevo        | Premijer Liga BiH | 22 matchs / 2 buts | ?                 | -               | 1 match            |
| 2005-2006 | Bayer Leverkusen   | Bundesliga        | -                  | 1 match           | -               | -                  |
| 2005-2006 | PFC Litex Lovetch  | A PFG             | 24 matchs          | 2 matchs          | 7 matchs        | 6 matchs           |
| 2006-2007 | PFC Litex Lovetch  | A PFG             | 13 matchs          | 2 matchs          | 1 match         | 3 matchs           |
| 2007      | FC Kuban Krasnodar | SOGAZ League      | 5 matchs           | -                 | -               | 4 matchs           |
| 2007-2008 | PFC Litex Lovetch  | A PFG             | 23 matchs          | 5 matchs          | 2 matchs        | 2 matchs           |
| 2008-2009 | PFC Litex Lovetch  | A PFG             | 14 matchs          | 2 matchs          | 2 matchs        | 6 matchs           |
| 2008-2009 | Denizlispor        | Süper Lig         | 12 matchs          | 1 match           | -               | 2 matchs           |
| 2009-2010 | Denizlispor        | Süper Lig         | 24 matchs          | 3 matchs          | -               | 4 matchs           |
| 2010-2011 | PFC Litex Lovetch  | A PFG             | 23 matchs          | 5 matchs          | 2 matchs        | -                  |
| 2011-2012 | PFC Litex Lovetch  | A PFG             | -                  | 3 matchs          | -               | -                  |
| 2011-2012 | MSV Duisbourg      | 2.Bundesliga      | 29 matchs / 1 but  | 2 matchs          | -               | -                  |
| 2012-2013 | MSV Duisbourg      | 2.Bundesliga      | 14 matchs          | 2 matchs          | -               | -                  |
| 2013-2014 | PFC Litex Lovetch  | A PFG             | 16 matchs          | -                 | -               | -                  |

Dernière mise à jour le 9 juillet 2014